# Mistrzostwa Europy w Lekkoatletyce 1962 – bieg na 200 m mężczyzn

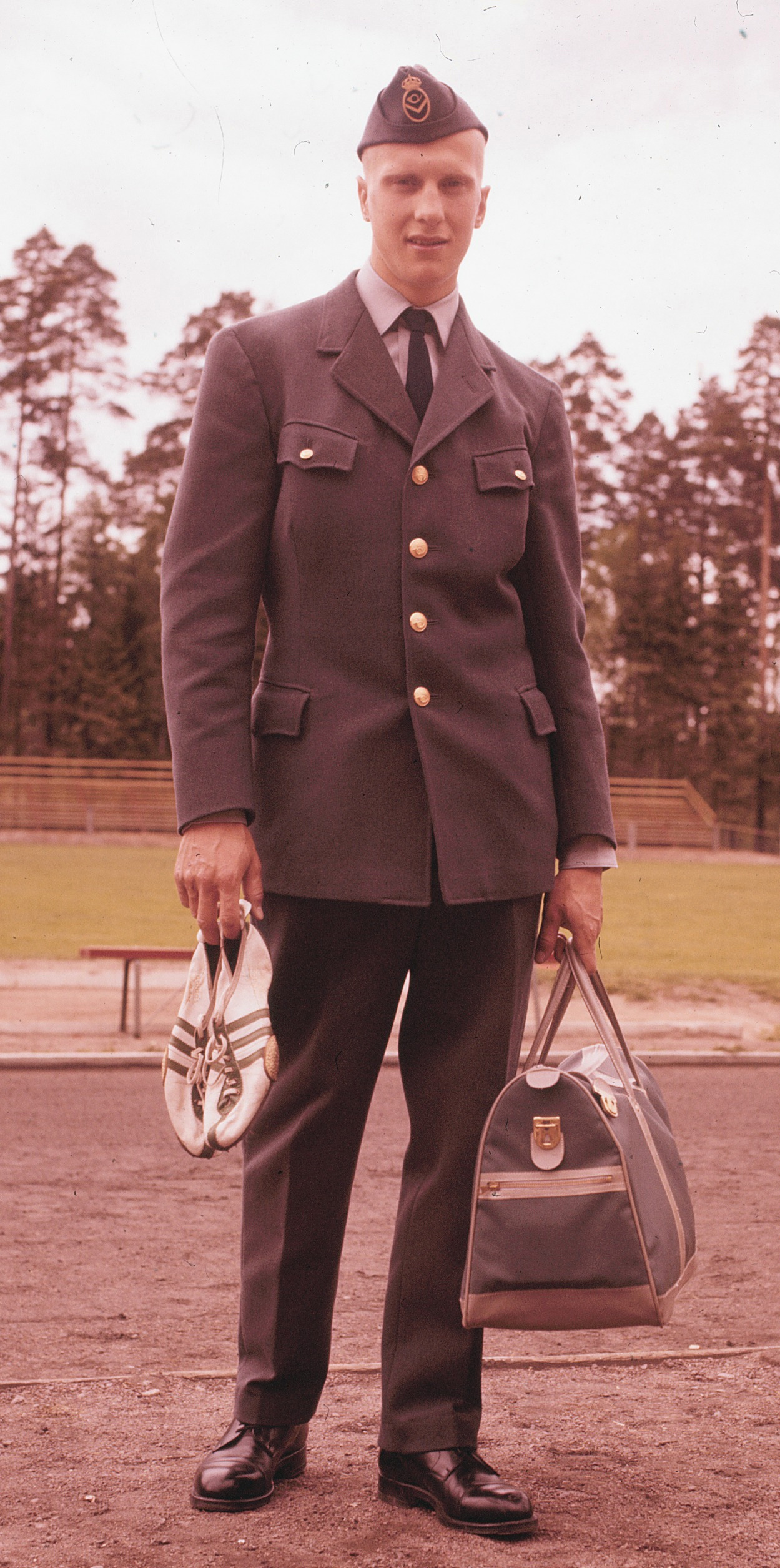
Owe Jonsson

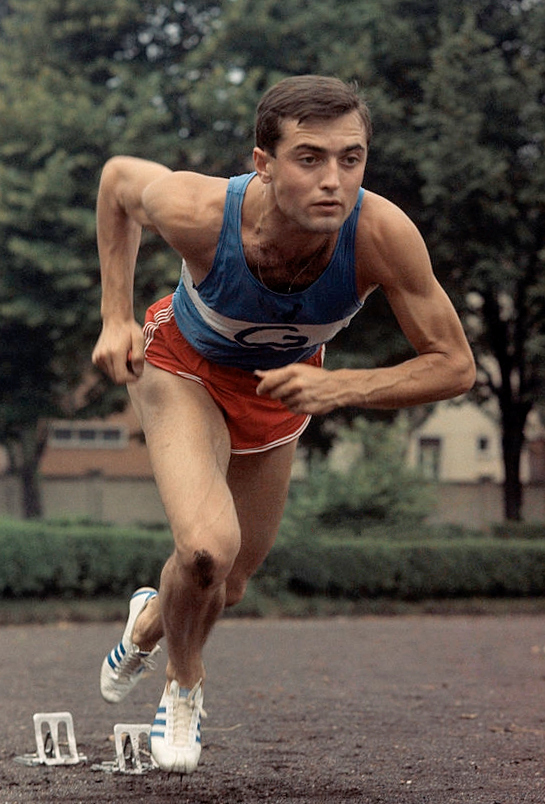
Sergio Ottolina

Bieg na dystansie 200 metrów mężczyzn był jedną z konkurencji rozgrywanych podczas VII Mistrzostw Europy w Belgradzie. Biegi eliminacyjne zostały rozegrane 14 września, półfinałowe 15 września, a bieg finałowy 16 września 1962 roku. Zwycięzcą tej konkurencji został reprezentant Szwecji Owe Jonsson. W rywalizacji wzięło udział dwudziestu sześciu zawodników z piętnastu reprezentacji.

## Rekordy
| Rekord świata     | Peter Radford (GBR)  | 20,5 | Wolverhampton, Wielka Brytania | 26.05.1960 |
| Rekord Europy     | Peter Radford (GBR)  | 20,5 | Wolverhampton, Wielka Brytania | 26.05.1960 |
| Rekord mistrzostw | Heinz Fütterer (FRG) | 20,9 | Berno, Szwajcaria              | 26.08.1954 |

## Wyniki

### Eliminacje
Bieg 1
| Miejsce | Zawodnik      | Czas | Uwagi |
| ------- | ------------- | ---- | ----- |
| 1       | Paul Genevay  | 21,1 | Q     |
| 2       | Peter Radford | 21,3 | Q     |
| 3       | Edwin Ozolin  | 21,4 | Q     |
| 4       | Andrzej Karcz | 21,4 |       |

Bieg 2
| Miejsce | Zawodnik            | Czas | Uwagi |
| ------- | ------------------- | ---- | ----- |
| 1       | Sergio Ottolina     | 21,0 | Q     |
| 2       | Michael Hildrey     | 21,4 | Q     |
| 3       | Manfred Germar      | 21,6 | Q     |
| 4       | Jean-Louis Descloux | 21,7 |       |

Bieg 3
| Miejsce | Zawodnik      | Czas | Uwagi |
| ------- | ------------- | ---- | ----- |
| 1       | Marian Foik   | 20,9 | Q     |
| 2       | David Jones   | 20,9 | Q     |
| 3       | Klaus Ulonska | 21,3 | Q     |
| 4       | Amin Tujakow  | 21,8 |       |

Bieg 4
| Miejsce | Zawodnik         | Czas | Uwagi |
| ------- | ---------------- | ---- | ----- |
| 1       | Owe Jonsson      | 20,8 | Q CR  |
| 2       | Jocelyn Delecour | 20,9 | Q     |
| 3       | Valeriu Jurcă    | 21,8 | Q     |
| 4       | Josip Šarić      | 22,1 |       |

Bieg 5
| Miejsce | Zawodnik       | Czas | Uwagi |
| ------- | -------------- | ---- | ----- |
| 1       | Heinz Schumann | 21,0 | Q     |
| 2       | Csaba Csutorás | 21,1 | Q     |
| 3       | Armando Sardi  | 21,6 | Q     |
| 4       | Josef Trousil  | 21,7 |       |

Bieg 6
| Miejsce | Zawodnik           | Czas | Uwagi |
| ------- | ------------------ | ---- | ----- |
| 1       | Andrzej Zieliński  | 21,2 | Q     |
| 2       | Vilém Mandlík      | 21,3 | Q     |
| 3       | László Mihályfi    | 21,3 | Q     |
| 4       | Carl Fredrik Bunæs | 21,4 |       |
| 5       | Heinz-Georg Kamler | 21,7 |       |
| 6       | Ferruh Oygur       | 22,1 |       |

### Półfinały
Półfinał 1
| Miejsce | Zawodnik        | Czas | Uwagi |
| ------- | --------------- | ---- | ----- |
| 1       | Owe Jonsson     | 21,0 | Q     |
| 2       | Heinz Schumann  | 21,2 | Q     |
| 3       | Vilém Mandlík   | 21,5 |       |
| 4       | Paul Genevay    | 21,7 |       |
| 5       | Michael Hildrey | 21,8 |       |
| 6       | Valeriu Jurcă   | 22,1 |       |

Półfinał 2
| Miejsce | Zawodnik        | Czas | Uwagi |
| ------- | --------------- | ---- | ----- |
| 1       | Marian Foik     | 21,1 | Q     |
| 2       | David Jones     | 21,4 | Q     |
| 3       | Klaus Ulonska   | 21,5 |       |
| 4       | Csaba Csutorás  | 21,5 |       |
| 5       | Armando Sardi   | 21,9 |       |
| –       | László Mihályfi | DNF  |       |

Półfinał 3
| Miejsce | Zawodnik          | Czas | Uwagi |
| ------- | ----------------- | ---- | ----- |
| 1       | Sergio Ottolina   | 21,0 | Q     |
| 2       | Jocelyn Delecour  | 21,0 | Q     |
| 3       | Manfred Germar    | 21,3 |       |
| 4       | Andrzej Zieliński | 21,5 |       |
| 5       | Edwin Ozolin      | 21,5 |       |
| 6       | Peter Radford     | 21,6 |       |

### Finał
| Miejsce | Zawodnik         | Czas | Uwagi |
| ------- | ---------------- | ---- | ----- |
| 1       | Owe Jonsson      | 20,7 | CR    |
| 2       | Marian Foik      | 20,8 |       |
| 3       | Sergio Ottolina  | 20,8 |       |
| 4       | Jocelyn Delecour | 21,0 |       |
| 5       | David Jones      | 21,0 |       |
| 6       | Heinz Schumann   | 21,2 |       |